# Rågårdsvik
Rågårdsvik är en småort belägen på södra sidan av Skaftölandet i Skaftö socken i Lysekils kommun i Bohuslän.
Det ligger vid Ellösefjorden och Malö strömmar och är en välbesökt sommarort. Merparten av bebyggelsen, som förr var ett fiskeläge, används som fritidshus. Fram till 1990-talet fanns här färjeförbindelse med Ellös.
Tidigare fanns även affär och kiosk. Idag är Rågårdsviks Pensionat den enda rörelsen i byn.